# Ellinika Tagmata Asphaleias
I Battaglioni di sicurezza erano  reparti di sicurezza, composti da volontari greci, istituiti nel settembre 1943 dal SS-Gruppenführer Walter Shimana che era anche SS- und Polizeiführer in Grecia.

## Struttura
Conosciuti inizialmente come Evzoni, ben presto passarono da 4 battaglioni a 9, inquadrati all'interno delle SS. Il loro compito era di portare avanti operazioni di controguerriglia, affrontando i partigiani della Resistenza greca. Ebbero anche incarichi di polizia ausiliaria sotto il controllo della RSHA.

## Forza del reparto

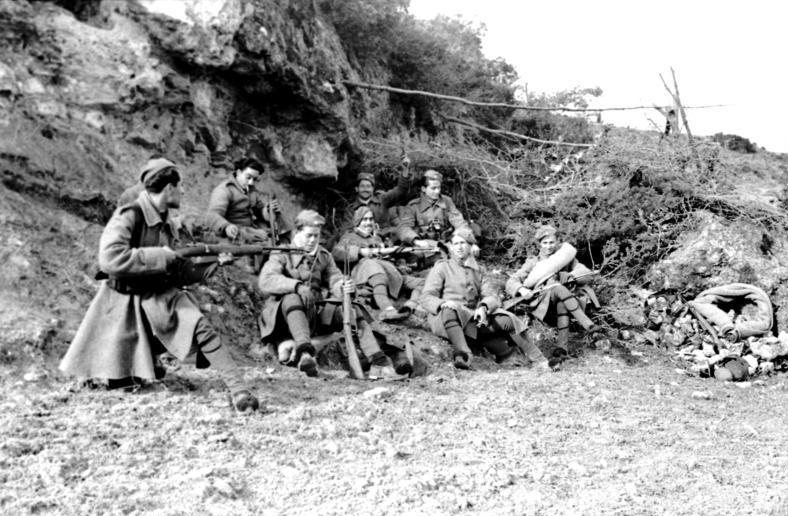
Membri dell'Ellinika Tagmata Asphaleias nel 1943

Aveva una forza di 5.725 uomini, di cui 532 erano ufficiali e 656 sottufficiali.
I 9 battaglioni erano raggruppati in 3 reggimenti, costituiti ognuno da 3 battaglioni.
| Nome                  | aggregazione                  | luogo       |
| 1º reggimento Evzonis | al LXVIII Corpo tedesco       | ad Atene;   |
| 2º reggimento Evzonis | al LXVIII Corpo tedesco       | a Tripolis; |
| 3º reggimento Evzonis | al XXII Gebirgs Korps tedesco | a Ioannina; |

| data nomina comandante | grado prima del nuovo comando | nome               | promozione a nuovo grado per il comando |
| 25 novembre 1943       | colonnello                    | Basileios Dertiles | maggior generale                        |